# طلوع سیاره میمون‌ها
طلوع سیاره میمون‌ها (به انگلیسی: Dawn of the Planet of the Apes) فیلمی آمریکایی در ژانر علمی–تخیلی اکشن محصول سال ۲۰۱۴ و  به کارگردانی مت ریوز است. فیلم‌نامه این فیلم توسط مارک بامبک، ریک جافا و آماندا سیلور به رشته تحریر درآمده است. در این فیلم بازیگرانی همچون اندی سرکیس، جیسون کلارک، گری اولدمن، کری راسل، توبی کبل و کدی اسمیت-مک‌فی ایفای نقش می‌کنند. طلوع سیاره میمون‌ها دومین فیلم از مجموعه سیاره میمون‌ها (سری بازراه‌اندازی)، و ادامه فیلم ظهور سیاره میمون‌ها در سال ۲۰۱۱ به‌شمار می‌رود. داستان فیلم ۱۰ سال پس از رخدادهای ظهور روایت می‌شود، و دربارهٔ گروهی از مردم در سان فرانسیسکو است که در پی بیماری طاعون که بیشتر بشریت را از بین برده است، برای زنده ماندن تلاش می‌کنند، و در این بین سزار سعی می‌کند بر جامعه میمون‌های پیشرفته خود تسلط داشته باشد.
طلوع سیاره میمون‌ها در تاریخ در ۱۱ ژوئیه ۲۰۱۴، توسط فاکس قرن بیستم در ایالات متحده اکران شد. فیلم با واکنش‌های بسیار مطلوبی از سوی منتقدان همراه بود، که جلوه‌های بصری، داستان، کارگردانی، عملکرد تیم بازیگری به خصوص سرکیس، موسیقی متن و صحنه‌های اکشن آن مورد تحسین قرار گرفت. این فیلم در فروش گیشه نیز موفق بود و ۷۱۰ میلیون دلار در سراسر جهان فروش کرد، در حالی که ۱۷۰ میلیون دلار بودجه ساخت آن بوده‌است و رتبهٔ هشتمین فیلم پرفروش سال ۲۰۱۴ را از آن خود کرد و همچنین پرفروشترین نسخه این مجموعه محسوب می‌شود. فیلم نامزد جوایز اسکار برای بهترین جلوه‌های تصویری شد.
دنبالهٔ این فیلم به نام جنگ برای سیاره میمون‌ها در ۱۴ ژوئیه ۲۰۱۷، اکران شد. و ادامه آن پادشاهی سیاره میمون‌ها در سال ۲۰۲۴ اکران شد.

## داستان
۱۳ سال از زمانی که سزار همراه با میمون‌ها به جنگل آمده می‌گذرد، و او اکنون رهبر میمون‌ها و صاحب دو پسر است. از طرفی ویروس کشنده‌ای که در همه جهان پخش شده باعث کشته شدن بسیاری از مردم شده‌است. عده‌ای که از این ویروس جان سالم بدر برده‌اند در مکانی از سان فرانسیسکو به رهبری دریفوس زندگی می‌کنند. آن‌ها به برق نیاز دارند و برای این کار باید به سد آبی که در جنگل میمون‌ها واقع است دسترسی داشته باشند. مالکوم تصمیم می‌گیرد تا به همراه خانواده و دو نفر به جنگل برود و به سزار توضیح می‌دهد و او را قانع می‌کند.
در این میان میمونی به نام کوبا می‌خواهد انتقامش را از انسان‌ها بگیرد، اما سزار با آن مخالفت می‌کند و کوبا در تاریکی شب به سزار شلیک می‌کند و محل زندگی میمون‌ها را آتش زده و به دروغ می‌گوید که انسان‌ها سزار را کشته‌اند. سپس با میمون‌ها به محل انسان‌ها حمله می‌کنند و باعث کشتار می‌شوند و با تعدادی میمون به برجک می‌رود. در همین حال مالکوم و خانواده‌اش به دنبال جنازه سزار هستند، وقتی سزار را پیدا می‌کنند می‌فهمند که زنده است و سزار می‌گوید که شلیک گلوله کار میمون (کوبا) بوده و به خانه‌ای که سزار می‌گوید می‌روند و آنجا همان خانه‌ای است که سزار و ویل رادمن (داروساز و محقق) سال‌ها قبل در آن زندگی می‌کردند. مالکوم برای پیدا کردن دارو، برای جراحی سزار به بیرون می‌رود که تصادفی با پسر سزار روبه رو و به آن می‌گوید پدرت زنده است و پیش سزار می‌روند. مالکوم، سزار، پسرش و تعدادی میمون برای مقابله با کوبا به برجک می‌روند، مالکوم در راه با دریفوس روبه رو می‌شود دریفوس به او می‌گوید که می‌خواهد برجک را منفجر کند و با نیروی نظامی تماس برقرار کرده و آن‌ها در حال آمدن هستند، پس مالکوم مانعش می‌شود، اما دریفوس دکمه را فشار داده و برج بر سرشان می‌ریزد اما مالکوم سریع پناه می‌گیرد. در همین حال سزار با کوبا درگیر شده و کوبا را از پرتگاه برجک پایین می‌اندازد، مالکوم پیش سزار می‌رود و به سزار می‌گوید: نیروی نظامی در حال آمدن است و شما میمون‌ها باید از اینجا بروید، اما سزار می‌گوید: نه، میمون جنگ را شروع کرد و انسان‌ها میمون‌ها را نمی‌بخشند، پس شما انسان‌ها از اینجا برید.

## بازیگران

### میمون‌ها
- اندی سرکیس در نقش سزار، شامپانزه‌ای که رهبر قبیله‌ای از میمون‌های پیشرفته و انسان‌نما است
- توبی کبل در نقش کوبا، یک بونوبو خیانتکار
- جودی گریر در نقش کورنلیا
- نیک تورستن در نقش چشم آبی
- تری نوتاری در نقش راکت، ستوان وفادار سزار
- کارین کانووال در نقش موریس، یک اورانگوتان بورنئویی و دوست و مشاور باوفای سزار
- داک شو در نقش اَش
- لی راس در نقش گِری

### انسان‌ها
- جیسون کلارک در نقش مالکوم، پدر الکساندر و همسر اِلی، رهبر گروه کوچکی از انسان‌ها که با سزار و سایر میمون‌ها متحد شده‌اند،
- گری اولدمن در نقش دریفوس، افسر پلیس سابق و رهبر گروه بازماندگان انسانی
- کری راسل در نقش اِلی، همسر مالکوم و پرستار سابق در مراکز کنترل بیماری‌ها
- کدی اسمیت-مک‌فی در نقش الکساندر، پسر مالکوم از ازدواج پیشین وی
- کرک اسودو در نقش کارور، کارگر سابق آب و فاضلاب در سان فرانسیسکو
- انریکه مورچیانو در نقش کمپ، از اعضای گروه مالکوم
- کی‌یر او دانل در نقش فینی، یکی از متحدهای دریفوس
- کوین رانکین در نقش مک‌وی